# Dacus xanthopterus
Dacus xanthopterus är en tvåvingeart som först beskrevs av Mario Bezzi 1915.  Dacus xanthopterus ingår i släktet Dacus och familjen borrflugor. Inga underarter finns listade i Catalogue of Life.